# Álvaro Amaro
Álvaro Amaro, né le 25 mai 1953 à Coimbra, est un homme politique portugais. Membre du Parti social-démocrate (PPD/PSD), il est député européen de 2019 à 2023.

## Biographie
Il est élu député européen en mai 2019.
Le 27 avril 2023, il est condamné par le Tribunal Criminal da Guarda (1ère instance) pour abus de pouvoir en tant que titulaire d'une fonction politique à une peine de trois mois et demi de prison avec sursis, sous réserve du paiement de 25 000 euros dans un délai d'un an. Cette condamnation fait suite à un supposé schéma de partenariats public-privé préjudiciable aux finances de la municipalité de Gouveia entre 2007 et 2011, années pendant lesquelles il était maire de cette municipalité. Malgré son affirmation d'innocence et son intention de faire appel, il démissionne de son mandat de député européen,.